# Saint-Benoît (Aude)
Saint-Benoît település Franciaországban, Aude megyében. Lakosainak száma 108 fő (2022. január 1.). Saint-Benoît La Bezole, Bourigeole, Chalabre, Courtauly, Festes-et-Saint-André, Montjardin, Saint-Couat-du-Razès és Sonnac-sur-l’Hers községekkel határos.

## Népesség
A település népessége az elmúlt években az alábbi módon változott:
| Lakosok száma | 68   | 89   | 90   | 111  | 104  | 103  | 105  | 107  | 107  | 108  |
|               | 1968 | 1982 | 1990 | 2006 | 2013 | 2015 | 2017 | 2019 | 2020 | 2022 |